# طيران أستانا
طيران أستانا (بالقازاقية: Эйр Астана)(الروسية: Эйр Астана́) هي شركة الطيران الوطنية في كازاخستان. وهو تعمل أساسًا من مطار ألماتي وأستانا. وهي مملوكة من قبل الحكومة الكازاخية (51٪) وبي إيه إي سيستمز (49٪).

## الوجهات
تطير خطوط طيران أستانا إلى 42 وجهة تنقسم إلى 27 وجهة دولية و15 وجهة محلية.

### اتفاقية الرمز المشترك
لدى شركة طيران أستانا اتفاقية الرمز المشترك مع شركات الطيران التالية:
- الخطوط الجوية الفرنسية
- طيران الهند
- خطوط آسيانا الجوية
- طيران بانكوك
- كاثي باسيفيك[9]
- الخطوط الجوية الملكية الهولندية[10][11]
- خطوط لوت الجوية البولندية
- لوفتهانزا[12]
- خطوط إس سفن[13]
- الخطوط الجوية التركية
- الخطوط الجوية الدولية الأوكرانية[14]

### الاتفاقات المشتركة
أبرمت شركة طيران أستانا اتفاقيات مشتركة مع شركات الطيران التالية:
- AccesRail
- إيروفلوت
- الخطوط الجوية الفرنسية
- طيران مالطا
- الخطوط الجوية الإيطالية
- طيران الهند
- طيران البلطيق
- خطوط كل اليابان الجوية
- خطوط آسيانا الجوية
- الخطوط الجوية النمساوية
- الخطوط الجوية الأذربيجانية
- طيران بانكوك
- طيران بيلافيا
- الخطوط الجوية البريطانية
- كاثي باسيفيك
- Cayman Airways
- خطوط جنوب الصين الجوية
- الخطوط الجوية التشيكية
- خطوط دلتا الجوية
- مصر للطيران
- إل عال
- طيران الإمارات
- الاتحاد للطيران
- غارودا إندونيسيا
- الخطوط الجوية الجورجية
- Hahn Air
- خطوط هاينان الجوية
- خطوط هونغ كونغ الجوية
- الخطوط الجوية اليابانية
- الخطوط الجوية الملكية الهولندية
- كوريا للطيران
- الخطوط الجوية الماليزية
- الخطوط الجوية المنغولية
- خطوط لوت الجوية البولندية
- لوفتهانزا
- الخطوط الجوية الفلبينية
- الخطوط الجوية القطرية
- كانتاس
- الملكية الأردنية
- خطوط إس سفن
- الخطوط السعودية
- خطوط شاندونغ الجوية
- الخطوط الجوية السنغافورية
- الخطوط الجوية السريلانكية
- تاروم
- الخطوط الجوية الدولية التايلاندية
- الخطوط الجوية التركية
- الخطوط الجوية الدولية الأوكرانية
- الخطوط الجوية المتحدة
- الخطوط الجوية الأوزبكستانية
- الخطوط الجوية الفيتنامية
- FitsAir

## الأسطول

### الأسطول الحالي
يتكون أسطول طيران أستانا (باستثناء شركة الطيران الفرعية فلاي أريستان) من الطائرات التالية (اعتبارًا من ديسمبر 2022):
| الطائرة              | في الخدمة | مطلوبة | الركاب       | الركاب     | الركاب     | ملاحظات |
| الطائرة              | في الخدمة | مطلوبة | رجال الأعمال | السياحية   | المجموع    | ملاحظات |
| -------------------- | --------- | ------ | ------------ | ---------- | ---------- | --- |
| إيرباص إيه 320 نيو   | 5         | —      | 16           | 132        | 148        | |
| إيرباص إيه 321       | 2         | —      | 28           | 151        | 179        | |
| إيرباص إيه 321 نيو   | 4         | —      | 28           | 151        | 179        | |
| إيرباص إيه 321 إل أر | 10        | —      | 16           | 150        | 166        | |
| بوينغ 767            | 3         | —      | 30           | 193        | 223        | |
| بوينغ 787            | —         | 3      | يعلن لاحقا   | يعلن لاحقا | يعلن لاحقا | يبدأ التسليم في عام 2025. حولت الطلبات المؤكدة السابقة للشركة ثلاث طائرات 787-8 إلى عقود إيجار تشغيلية لثلاث طائرات 787-9. |
| إمبراير إي-جت إي2    | 5         | —      | 12           | 96         | 108        | |
| المجموع              | 29        | 3      |              |            |            | |

### الاسطول التاريخي
سبق لطيران أستانا تشغيل الطائرات التالية:
| الطائرة                | المجموع | أدخلت | سحبت | ملاحظات |
| ---------------------- | ------- | ----- | ---- | ------- |
| إيرباص إيه 319         | 1       | 2008  | 2018 |         |
| إيرباص إيه 320         | 14      | 2008  | 2021 |         |
| بوينغ 737 الجيل القادم | 2       | 2002  | 2007 |         |
| بوينغ 737 الجيل القادم | 2       | 2002  | 2007 |         |
| بوينغ 757              | 5       | 2003  | 2020 |         |
| إمبراير اي-جت          | 9       | 2011  | 2020 |         |
| فوكر 50                | 6       | 2004  | 2013 |         |